# Eulimella
Eulimella is een geslacht van slakken uit de familie van de Pyramidellidae. De wetenschappelijke naam van het geslacht is voor het eerst geldig gepubliceerd in 1846  door Edward Forbes en Robert MacAndrew, in een verslag voor de 16e meeting van de British Association for the Advancement of Science. Ze vonden in Het Kanaal een "nieuwe vorm van Erilimella". Dit laatste moet een zetfout geweest zijn, vermits de geslachtsnaam afgeleid werd van Eulima en Eulima macandrei werd aangeduid als de typesoort.
De soorten uit dit geslacht hebben kleine slanke schelpen met meerdere windingen. De schelpen zijn glad of hebben een microscopisch kleine spiraalsculptuur. Ze zijn niet erg fragiel. Eulimella komen voor in Europese wateren en de Atlantische Oceaan.  Het vlak speldhorentje (E. acicula) is wellicht de meest voorkomende soort.